# Вламинк, Люсьен
Люсьен Вламинк (нидерл. Lucien Vlaemynck; 19 августа 1914, Алверингем, провинция Западная Фландрия, Бельгия — 14 июня 1994, Ледегем, провинция Западная Фландрия, Бельгия) — бельгийский профессиональный шоссейный велогонщик в 1935-1949 годах.  Победитель многодневной велогонки  Тур Люксембурга (1938). 

## Достижения
1936
1-й — Этап 4 Tour du Nord
1938
1-й Тур Люксембурга — Генеральная классификация
5-й Париж — Тур
1939
2-й Тур Люксембурга — Генеральная классификация
1-й — Этап 2
3-й Тур де Франс — Генеральная классификация
6-й Париж — Брюссель
1942
2-й Чемпионат Бельгии - Групповая гонка
1943
3-й Grand Prix du Tour de France
1944
10-й Париж — Рубе
1945
1-й Circuit de Paris
2-й Гран-при Эспераза
2-й Флеш Валонь
6-й Тур Бельгии — Генеральная классификация
1946
3-й Париж — Рубе
6-й Вуэльта Каталонии
1947
3-й Гент — Вевельгем
6-й Париж — Тур
8-й Париж — Брюссель
10-й Париж — Рубе

## Статистика выступлений

### Гранд-туры
| Гранд-тур                 | 1939 | 1940 | 1941 | 1942 | 1943 | 1944 | 1945 | 1946 | 1947 |
| ------------------------- | ---- | ---- | ---- | ---- | ---- | ---- | ---- | ---- | ---- |
| Джиро д’Италия            | —    | —    | НП   | НП   | НП   | НП   | НП   | —    | НФ   |
| Тур де Франс              | 3    | НП   | НП   | НП   | НП   | НП   | НП   | НП   | —    |
| (c 2010 ) Вуэльта Испании | НП   | НП   | —    | НП   | НП   | НП   | —    | —    | —    |

| —  | Не участвовал               |
| НП | Соревнование не проводилось |
| НФ | Не финишировал              |